# Tetraleurodes contigua
Tetraleurodes contigua là một loài côn trùng cánh nửa trong họ Aleyrodidae, phân họ Aleyrodinae.
Tetraleurodes contigua được Sampson & Drews miêu tả khoa học đầu tiên năm 1941.